# Kristián Pospíšil
Pour les articles homonymes, voir Pospisil.
Kristián Pospíšil (né le 22 avril 1996 à Zvolen en Slovaquie) est un joueur professionnel slovaque de hockey sur glace. Il évolue au poste d'ailier. Son frère Martin est également professionnel.

## Biographie

### Carrière en club
Formé au HKm Zvolen, il poursuit sa formation en Autriche chez l'EC Red Bull Salzbourg. Il est choisi au premier tour, en quarante-sixième position de la sélection européenne 2015 de la Ligue canadienne de hockey par l'Armada de Blainville-Boisbriand. Il part alors en Amérique du Nord et évolue dans la LHJMQ. En 2017-2018, il passe professionnel avec les Marlies de Toronto dans la Ligue américaine de hockey. Il remporte la Liiga 2021 avec le Lukko.

### Carrière internationale
Il représente la Slovaquie au niveau international. Il prend part aux sélections jeunes. Il participe à son premier championnat du monde senior en 2021. Il est sélectionné pour les Jeux olympiques de 2022 et remporte la médaille de bronze avec la Slovaquie.

## Statistiques

### En club
| Saison    | Équipe                          | Ligue     |    | Saison régulière | Saison régulière | Saison régulière | Saison régulière | Saison régulière |   | Séries éliminatoires | Séries éliminatoires | Séries éliminatoires | Séries éliminatoires | Séries éliminatoires |
| Saison    | Équipe                          | Ligue     | PJ | B                | A                | Pts              | Pun              | PJ               | B | A                    | Pts                  | Pun                  |                      |                      |
| 2013-2014 | RB Hockey Juniors               | MHL       | 32 | 4                | 9                | 13               | 52               | -                | - | -                    | -                    | -                    |                      |                      |
| 2014-2015 | RB Hockey Juniors               | MHL       | 49 | 20               | 29               | 49               | 161              | -                | - | -                    | -                    | -                    |                      |                      |
| 2015-2016 | Armada de Blainville-Boisbriand | LHJMQ     | 52 | 25               | 15               | 40               | 74               | 10               | 1 | 2                    | 3                    | 19                   |                      |                      |
| 2016-2017 | Musketeers de Sioux City        | USHL      | 48 | 15               | 25               | 40               | 111              | 13               | 5 | 9                    | 14                   | 14                   |                      |                      |
| 2017-2018 | Marlies de Toronto              | LAH       | 2  | 1                | 1                | 2                | 2                | -                | - | -                    | -                    | -                    |                      |                      |
| 2017-2018 | Solar Bears d'Orlando           | ECHL      | 51 | 13               | 13               | 26               | 75               | -                | - | -                    | -                    | -                    |                      |                      |
| 2018-2019 | Growlers de Terre-Neuve         | ECHL      | 0  | 0                | 0                | 0                | 0                | -                | - | -                    | -                    | -                    |                      |                      |
| 2019-2020 | Lukko                           | Liiga     | 54 | 15               | 19               | 34               | 139              | -                | - | -                    | -                    | -                    |                      |                      |
| 2020-2021 | Lukko                           | Liiga     | 39 | 8                | 16               | 24               | 58               | 9                | 3 | 3                    | 6                    | 50                   |                      |                      |
| 2021-2022 | Lukko                           | Liiga     | 18 | 5                | 5                | 10               | 18               | -                | - | -                    | -                    | -                    |                      |                      |
| 2021-2022 | HC Davos                        | NL        | 8  | 1                | 0                | 1                | 6                | 4                | 2 | 2                    | 4                    | 6                    |                      |                      |
| 2022-2023 | SaiPa                           | Liiga     | 24 | 6                | 5                | 11               | 39               | -                | - | -                    | -                    | -                    |                      |                      |
| 2022-2023 | HC Kometa Brno                  | Extraliga | 19 | 9                | 10               | 19               | 23               | 10               | 1 | 3                    | 4                    | 26                   |                      |                      |